# Tallarol espectral
El tallarol espectral o xerraire d'Etiòpia (Sylvia galinieri; syn: Parophasma galinieri) és una espècie d'ocell de l'ordre dels passeriformes i de la família dels sílvids. És endèmic d'Etiòpia, on se'l troba als boscos i matollars de les terres altes (altiplà d'Etiòpia). El seu estat de conservació es considera de risc mínim.

## Taxonomia
Anteriorment estava situat dins del gènere monotípic Parophasma. Però el Congrés Ornitològic Internacional, en la seva llista mundial d'ocells (versió 10.2, 2020) el traslladà al gènere Sylvia, prenent per base els resultats de diversos estudis.
Segons el Handook of the Birds of the World i la quarta versió de la BirdLife International Checklist of the birds of the world (Desembre 2019), aquest tàxon apareix classificat encara dins del gènere Parophasma.